# Mundas (peuple)
Pour les articles homonymes, voir Munda.

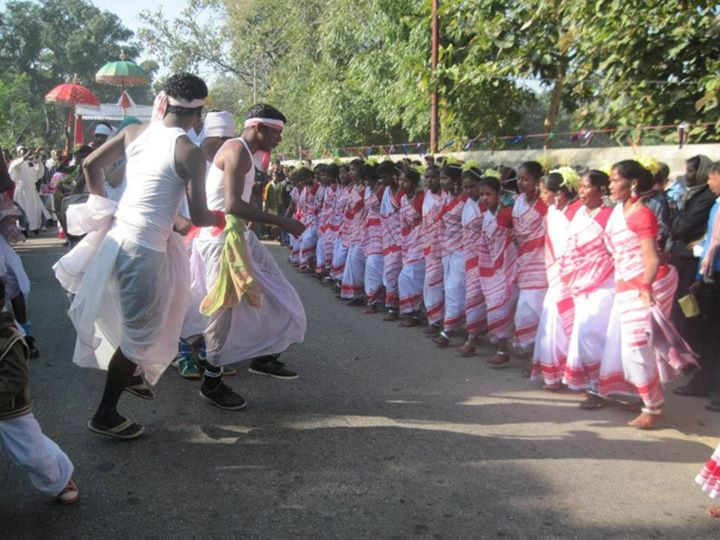
Dance mundari

Les Mundas sont un peuple aborigène de l'Inde, vivant essentiellement dans l'État du Jharkhand, représentant environ 1 500 000 personnes. Ils parlent le mundari. Ils se distinguent des autres groupes tribaux du Chota Nagpur (d'Inde centrale) car étant probablement d'origine dravidienne. Ils sont surtout animistes, très majoritairement, ce qui est une autre particularité, la plupart des autres locuteurs de langues munda étant hindouiste.